# فرنسيس لايبر
فرنسيس لايبر (بالألمانية: Francis Lieber)‏ هو دبلوماسي ومحامي واقتصادي وفيلسوف ألماني وأمريكي، ولد في 18 مارس 1798 في برلين في ألمانيا، وتوفي في 2 أكتوبر 1872 في نيويورك في الولايات المتحدة.

## وصلات خارجية
- فرنسيس لايبر على موقع الموسوعة البريطانية (الإنجليزية)